# Hannu Virta
Hannu Markus Virta (ur. 22 marca 1963 w Turku) – fiński hokeista, reprezentant Finlandii, olimpijczyk. Trener i działacz hokejowy.

## Kariera zawodnicza
- TPS U18 (1978-1979)
- TPS U20 (1979-1981)
- TPS U18 (1981-1982)
- TPS (1981-1982)
- Buffalo Sabres (1982-1986)
- TPS (1987-1994)
- Grasshopper Club Zürich (1994-1996)
- TPS (1996-1997)
- ZSC Lions (1997-1998)

Wychowanek klubu TPS. W zespole występował do 1982 w lidze SM-liiga. Rok wcześniej w drafcie NHL z 1981 został wybrany przez Buffalo Sabres i przez ponad cztery sezony grał w barwach tej drużyny w lidze NHL (wystąpił w 262 meczach, w których uzyskał 130 punktów. W 1987 powrócił do ojczyzny i rozegrał 8 sezonów w macierzystym TPS jako kapitan drużyny. Następnie rozegrał dwa sezony w szwajcarskiej drugiej lidze NLB, powrócił na rok do TPS, po czym zagrał swój ostatni sezon w karierze w pierwszej lidze szwajcarskiej NLA.
Uczestniczył w turniejach Canada Cup 1987, mistrzostw świata w 1987, 1989, 1991, 1994, 1995, 1996, 1997, zimowych igrzysk olimpijskich 1994 oraz Pucharu Świata 1996.

## Kariera trenerska
- TPS (1998-2003) - asystent trenera
- Blues (2003-2005) - główny trener
- TPS (2005-2007) - asystent trenera
- Reprezentacja Finlandii (2005-2006), asystent trenera
- TPS (2007-2009) - główny trener
- HC Lugano (2008-2009) - główny trener
- Reprezentacja Finlandii do lat 18 (2009-2010), menedżer drużyny
- Jokerit (2010-2018), asystent trenera
- Reprezentacja Finlandii (2013-2014), asystent trenera
- Saławat Jułajew Ufa (2017-2018), asystent trenera

Po zakończeniu kariery został trenerem. Pracował w fińskich klubach (w tym macierzysty TPS) i w lidze NLA. Od grudnia 2010 pełni funkcję asystenta trenera w klubie Jokerit (ówczesnym szkoleniowcem był Erkka Westerlund, w grudniu 2013 głównym trenerem został Tomek Valtonen).
Równolegle pracował z kadrami narodowymi Finlandii: był asystentem trenera seniorskiej reprezentacji na turniejach mistrzostw świata 2005, 2006 oraz zimowych igrzysk olimpijskich 2006, później pełnił funkcję menedżera juniorskiej kadry na turnieju mistrzostw świata juniorów do lat 18 w 2010, a w 2013 ponownie został asystentem trenera kadry seniorskiej, w tym na igrzyskach w 2014.
W kwietniu 2017 został asystentem Erkki Westerlunda w rosyjskim klubie.

## Sukcesy i wyróżnienia
Reprezentacyjne
- Brązowy medal mistrzostw świata juniorów do lat 20: 1982
- Brązowy medal zimowych igrzysk olimpijskich: 1994
- Srebrny medal mistrzostw świata: 1994
- Złoty medal mistrzostw świata: 1995

Klubowe
- Brązowy medal mistrzostw Finlandii: 1981 z TPS
- Srebrny medal mistrzostw Finlandii: 1982, 1985, 1994, 1997 z TPS
- Złoty medal mistrzostw Finlandii: 1989, 1990, 1991, 1993 z TPS
- Finalista Pucharu Europy: 1990 z TPS
- Trzecie miejsce w Pucharze Europy: 1991 z TPS
- Puchar Europy: 1994 z TPS
- Mistrzostwo Europejskiej Hokejowej Ligi: 1997 z TPS

Indywidualne
- Mistrzostwa Europy juniorów do lat 18 w hokeju na lodzie 1981:
  - Skład gwiazd turnieju[4]
- SM-liiga 1981/1982:
  - Najlepszy debiutant sezonu (Trofeum Jarmo Wasamy)
- SM-liiga 1986/1987:
  - Najlepszy obrońca sezonu (Trofeum Pekki Rautakallio)
  - Skład gwiazd
- SM-liiga 1988/1989:
  - Najlepszy obrońca sezonu (Trofeum Pekki Rautakallio)
  - Skład gwiazd
- SM-liiga 1989/1990:
  - Najlepszy obrońca sezonu (Trofeum Pekki Rautakallio)
  - Skład gwiazd
- SM-liiga 1990/1991:
  - Najlepszy obrońca sezonu (Trofeum Pekki Rautakallio) (rekord w liczbie wyróżnień nagrodą)
  - Skład gwiazd
- SM-liiga 1991/1992:
  - Skład gwiazd
- Mistrzostwa Świata w Hokeju na Lodzie 1996:
  - Pierwsze miejsce w klasyfikacji asystentów turnieju: 6 asyst
  - Pierwsze miejsce w klasyfikacji kanadyjskiej wśród obrońców turnieju: 6 punktów
  - Jeden z trzech najlepszych zawodników reprezentacji w turnieju
- Europejska Hokejowa Liga 1996/1997:
  - Skład gwiazd turnieju finałowego

Szkoleniowe
- Brązowy medal mistrzostw świata: 2006 z Finlandią
- Złoty medal mistrzostw Finlandii: 1999, 2000, 2001 z TPS
- Trzecie miejsce w Europejskiej Hokejowej Lidze: 2000 z TPS
- Brązowy medal mistrzostw świata juniorów do lat 18: 2010 z Finlandią do lat 18
- Brązowy medal mistrzostw Finlandii: 2012 z Jokeritem
- Drugie miejsce w European Trophy: 2011 z Jokeritem

Wyróżnienia
- Galeria Sławy fińskiego hokeja na lodzie (nr 133)